# Adlullia barbara
Adlullia barbara är en fjärilsart som beskrevs av Swinhoe 1903. Adlullia barbara ingår i släktet Adlullia och familjen tofsspinnare. Inga underarter finns listade i Catalogue of Life.